# Theridion samoense
Theridion samoense är en spindelart som beskrevs av Lucien Berland 1929. Theridion samoense ingår i släktet Theridion och familjen klotspindlar.
Artens utbredningsområde är Samoa. Inga underarter finns listade i Catalogue of Life.